# لبنى السريعة
لبنى السريعة وباللغة الكورية 달려라하니 أي هاني السريعة مسلسل أنمي كوري أنتج سنة 1988 لاقى هذا المسلسل شعبية في كوريا في ألعاب أولمبية صيفية 1988 , واقامت الحكومة الكورية منتزة بأسم متنزة هاني السريعة Run Hany park.تم دبلجة المسلسل للغة العربية في استودهات المركز العربي للخدمات السمعية والبصرية في الأردن.

## قصة المسلسل
يحكي المسلسل قصة فتاة مراهقة مشاغبة قليلا تدعى لبنى كانت صبيانية في تصرفاتها مما جعلها تعيش حياة قاسية أثر فقدانها لوالدتها وهي صغيرة وكانت نتيجة ذلك انقلاب محور حياتها وأتجهها نحو اللامبالاة وذلك بسسب بُعد والداها عنها فلقد كان يعمل في الشرق الأوسط. وعندما عاد قرر الزواج لكن لبنى ترفض بشدة أن يتزوج أباها بالآنسة ياسمين تلك الآنسة اللطيفة التي أحبتها وتمنت بأن تكون قريبة منها.لم يتزحزح عن خيال لبنى ذكرى والدتها ظلت الذكريات تعيش معها، وهل ستنقلب الأمور وتحب لبنى الآنسة ياسمين ؟! 
و السؤال لما أطلق عليها لبنى السريعة هذا لأنها تميزت عن كافة أقرانها بأنها كانت حينما تجري تنطلق مثل الغزلان وهذا السبب الذي جعل الكل يطلق عليها لبنى السريعة.
المسلسل يعلمنا كيف نكسب العزمية والإصرار وإلا نفقد الإرادة، فالإرادة تصنع المعجزات، لبنى التي كانت غلالة الحزن التي تغلف قلبها، ذابت في بحيرة الدفئ الكبير وذلك بعد الجهد والإصرار والعزيمة وتقبل العالم الذي كان مغلقاً عليها والذي استطاعت التعايش معه.
و يحقز المسلسل الإنسان على ممارسة الرياضية سواء أكان فتىً أو فتاة.

## الشخصيات
- مادلين طبر...لبنى
- محمد حلمي...سيف
- سهير فهد... ياسمين
- عبد الفتاح جبارة...المدير
- منى سليمان...شوشو
- يوسف يوسف...الأب
- عبد اللطيف شما...الطبيب

### شارك بالعمل نخبة من الفنانين
- مرام عارف.
- أسعد خليفة.
- لمياءشواشي.
- ريم سعادة.
- نصر عناني.

#### ترجمة
- باسمة جغبير.

## كلمات الشارة
عبر الزمان والمكان...أمي أمي
رمز العطاء والحنان...أمي أمي
لأجلها أطير أطير أطير
أنزل للميدان أسبق الغزلان
أنا أنا لبنى
تنزل للميدان تسبق الغزلان
و ينادي الكل ينادي
هيا لبنى هيا لبنى
أسرع أسرع مثل الريح
هيا هيا مثل الريح
أنزل للميدان أسبق الغزلان
أنا لبنى أنا لبنى السريعة.